# Rouxana wakipensis
Rouxana wakipensis is een krabbensoort uit de familie van de Gecarcinucidae. De wetenschappelijke naam van de soort is voor het eerst geldig gepubliceerd in 1926 door Rathbun.